# Carl Zetterberg
Carl Zetterberg, ursprungligen Olsson, född 26 februari 1878 i Nosaby socken, Kristianstads län, död 12 november 1949 i Hedvig Eleonora församling i Stockholm, var en svensk byggnadsingenjör, byggherre och byggmästare.

## Biografi

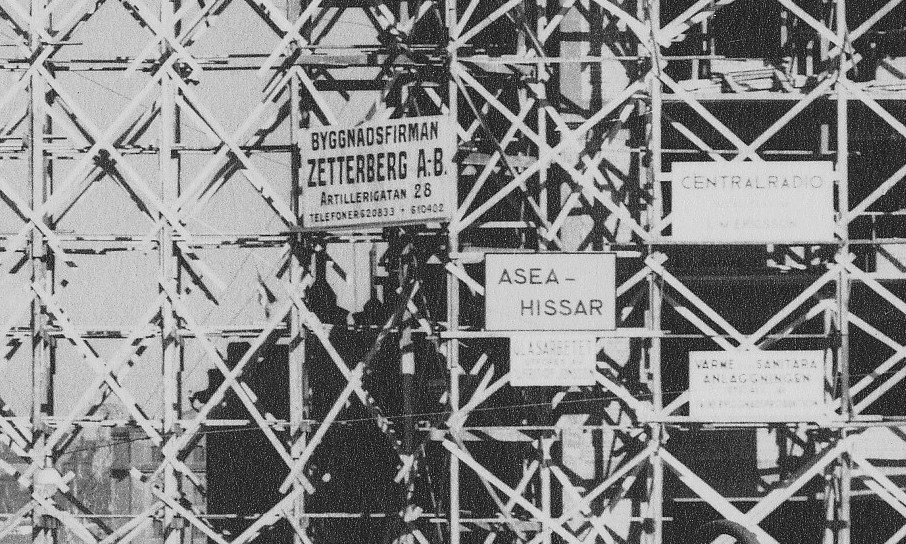
Katarinahissen under uppförande 1933, med Zetterbergs firmaskylt på byggnadsställningen.

Carl Zetterberg utexaminerades 1903 från Byggnadsyrkesskolan. Åren 1903–1904 praktiserade han i Tyskland med stipendium från Kungl. Kommerskollegium. Från 1906 utövade han stor byggnadsverksamhet såväl i Stockholm som i Göteborg.
Zetterberg började med bostadsbyggande i Stockholm 1906 och grundade 1908 byggnadsfirman, som blev aktiebolag 1917. Byggnadsfirman Zetterberg AB drev omfattande kontinuerlig entreprenadverksamhet inom vitt skilda grenar av husbyggnadsområdet och även egen regi-byggande. Bland firmans uppdrag märks bygget av Katarinahissen 1935. Efter Zetterbergs död 1949 fortsatte byggnadsfirman sin entreprenad- och egen regi-verksamhet inom Storstockholmsområdet.
Chinateatern tillkom på initiativ av Carl Zetterberg som i förhandlingar med Charles Magnusson på Svensk Filmindustri beslutat om att uppföra en storbiograf vid Berzelii park i Stockholm. Zetterberg var riddare av Nordstjärneorden. Han är begravd på Norra begravningsplatsen utanför Stockholm.

## Familj
Carl Zetterberg var först gift 1907 till 1922 med Maria, född Johansson (1887–1976) och fick fyra barn: arkitekten Mander Zetterberg (1908–1982), civilingenjören Gunnar Zetterberg (1910–1980), korrespondenten Erik Zetterberg (1913–1965) och Margareta Gahn (1915–1937), gift med direktör Peter Gahn. Zetterberg gifte sedan om sig 1922 med Margit Sjöberg (1897–1975). Deras gemensamma barn var direktören Sven Zetterberg (1918–1969), författaren Kajsa Telander (1919–2022) och Eva Höglund (1934–1999).